# Commerzbank Tower

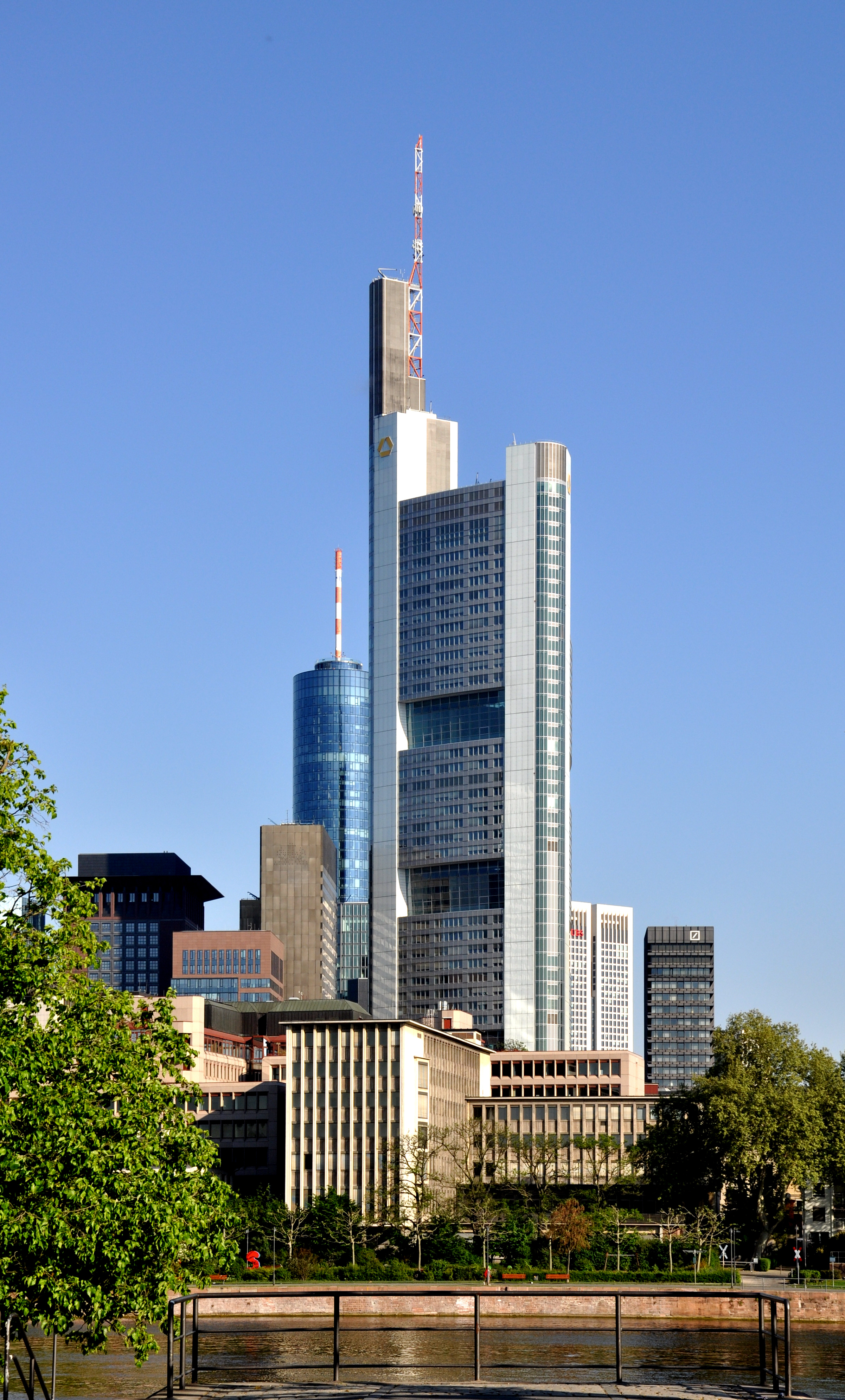
Commerzbank Tower

Commerzbank Tower är den högsta skyskrapan i Frankfurt am Main. Med sina 259 meter är den högst i Tyskland och var Europas högsta byggnad mellan 1997 och 2005, innan Triumfpalatset i Moskva stod färdig. Commerzbank Tower är 56 våningar hög och stod färdigbyggd 1997. Huset är ritat av den brittiske arkitekten Norman Foster och hans partner Spencer de Grey. Det inhyser affärsbanken Commerzbank.